# Joaquín Suárez (ciudad)

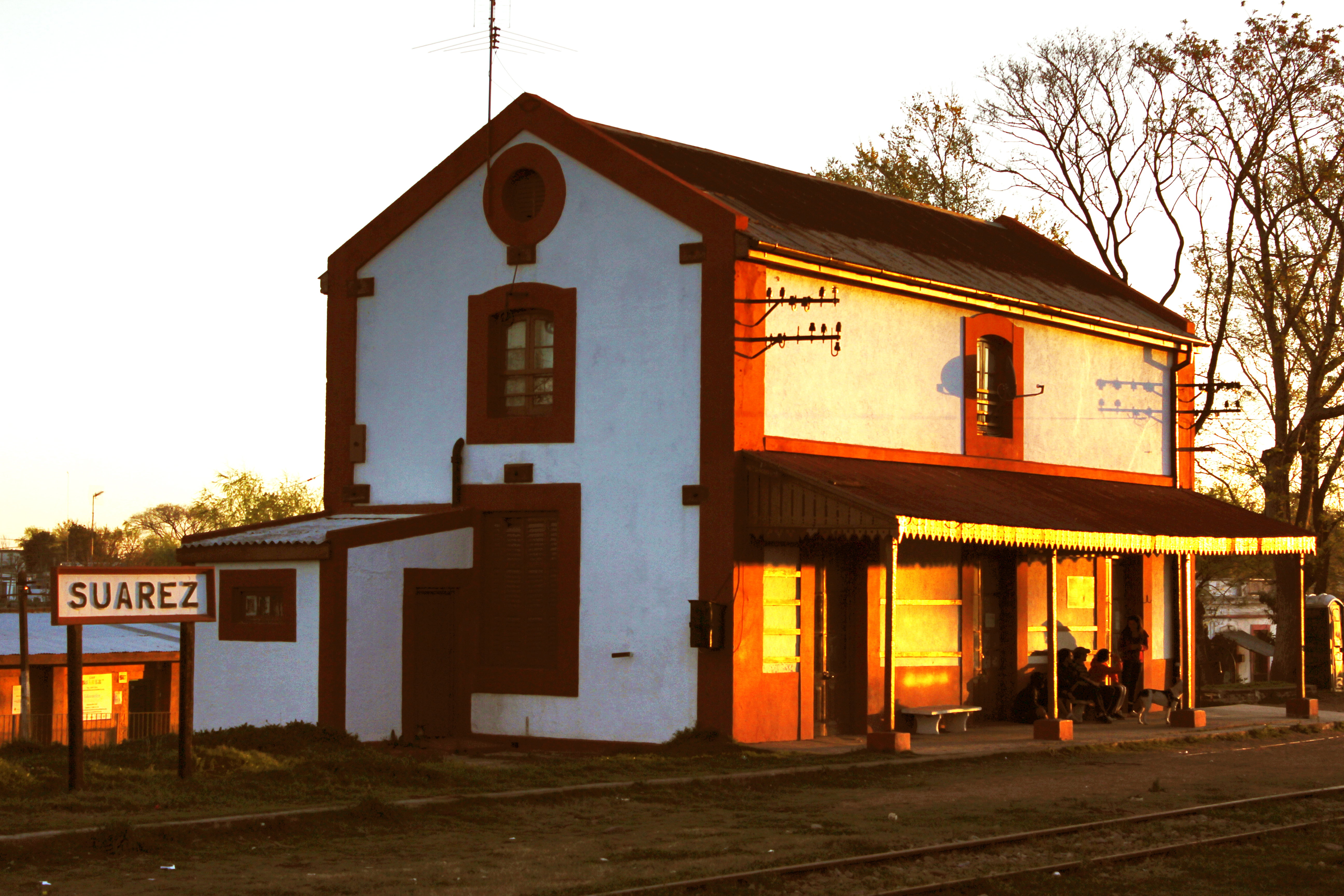
Estación de trenes de la ciudad de Suárez.

Joaquín Suárez es una ciudad ubicada en la 16° Sección Judicial de Canelones dentro del área Metropolitana de Montevideo. Fue fundada por el rematador de tierras Francisco Piria el 15 de octubre de 1882. Es además sede del municipio homónimo.

## Geografía
La localidad se ubica al sur del departamento de Canelones, próximo al arroyo Toledo (límite con el departamento de Montevideo), en el cruce de las rutas 84 y 74 y al oeste de ruta 8.

## Historia
El 21 de julio de 1866, por decreto fue aprobada la fundación de esta localidad, la cual se concretó el 15 de octubre de 1882.
Fue instalada en el paraje Cuchilla Alta entre Toledo y Pando, siendo cruzada por la vía férrea de un extremo al otro (Ferrocarril Uruguayo del Este, después North Eastern Uruguay Railway y finalmente Central Uruguay Railway hasta la creación de AFE en 1952) y rodeado por la colonia Garibaldi loteada por Francisco Piria y su empresa "La Industrial". Al lado de la estación se reservó un lugar para la plaza, la comisaría, la iglesia y la escuela.
El 2 de octubre de 1929 fue declarado pueblo. Más tarde el fraccionamiento de terrenos hacia la ruta 8 determinó el origen de ciertas villas.

## Población
Según el censo de 2023 la localidad contaba con una población de 8 353 habitantes.
| 1 425         | 2 357 | 3 458 | 4 175 | 5 173 | 6 124 | 6 570 | 8 353 |
| (Fuente: INE) |       |       |       |       |       |       |       |

## Economía
Su economía se basa en la agricultura intensiva, destacándose los frutales y la vitivinicultura, «Vudú» y «La Carolina» son dos establecimientos locales que se dedican a esta última actividad. También existen  industrias avícolas y una fábrica de enlatados. Muchos de los habitantes de la localidad trabajan en la ciudad de Montevideo.

## Servicios
Cuenta con un liceo y se encuentra emplazada allí la Colonia Educacional Roberto Berro, centro educativo del Instituto del Niño y del Adolescente del Uruguay.